# أبو علي الحائري
محمد بن إسماعيل المازندراني المعروف بـأبو علي الحائري (1746_1801) 

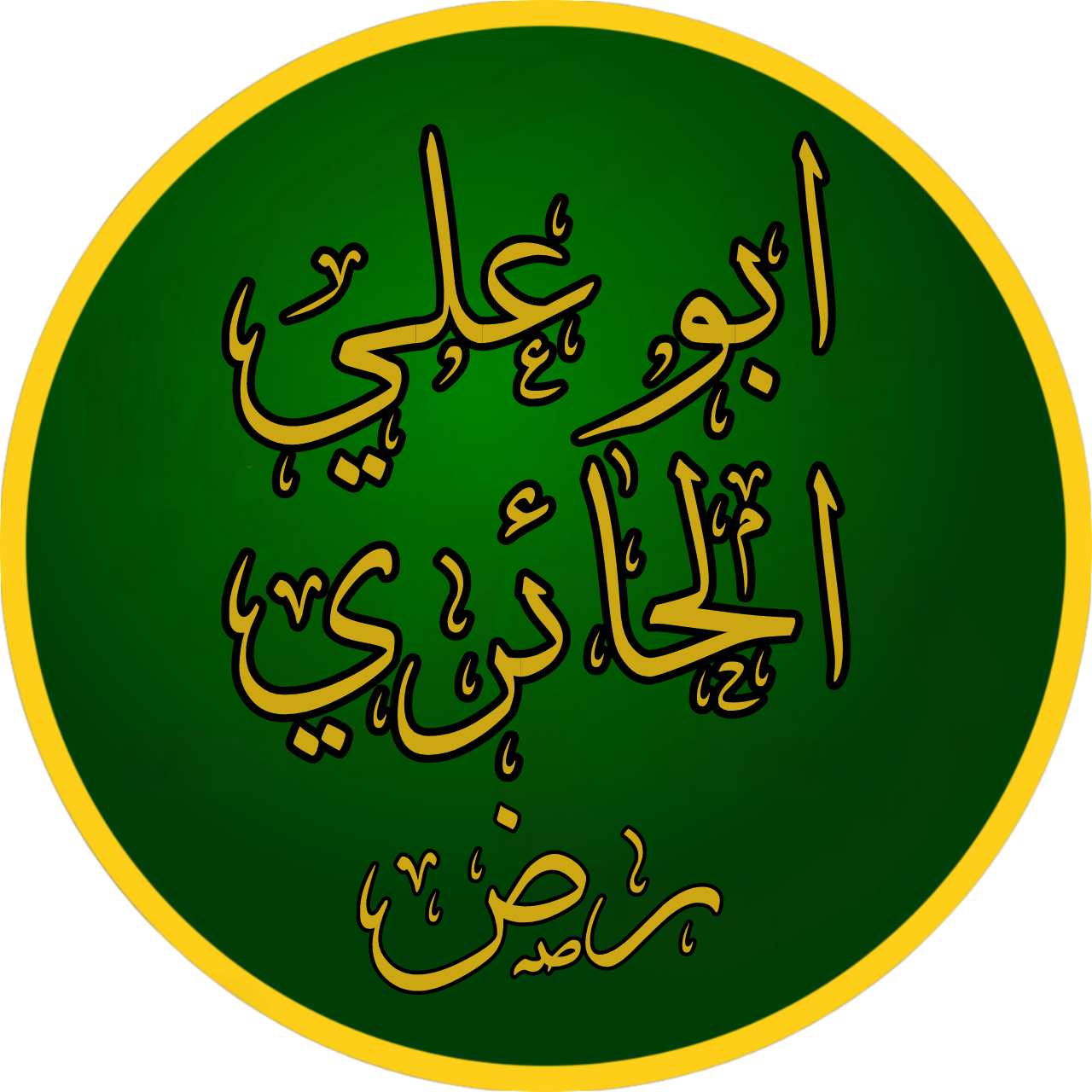
ابو علي الحائري

فقيه مسلم عراقي برز في علم الرجال. ولد في كربلاء ونشأ وتعلم فيها المقدمات ، وبعد إكماله دراسة مقدمات العلوم تتلمذ على فقهاء عصره، وخاصة الوحيد البهبهاني ودرس أيضاً على أعلام آخرين منهم محمد مهدي بحر العلوم ومحسن الأعرجي ، وقد سافر أبو علي أسفاراً عديدة زار فيها عدة مناطق ، منها الحجاز ، وكان له تلاميذ منهم عبد العلي الرشتي ، له عدّة مؤلفات أشهرها منتهى المقال في أحوال الرجال، ذكر فيه رجال الشيعة وكُتبت على منتهى المقال حواشٍ وتعليقات عديدة ، توفي بالنجف بعد رجوعه من الحجّ سنة 1216 هـ ودفن في العتبة العلوية.

## سيرته
ولد محمد بن إسماعيل بن عبد الجبار بن سعد الدين المازندراني الحائري في كربلاء شهر ذي الحجة سنة 1159 هـ/ 1746 م ونشأ بها. بدأ تحصيله العلمي مبكراً فقرأ على أعلام عصره في كربلاء، ثمّ حضر الأبحاث العالية على محمد باقر البهبهاني وعلي الطباطبائي الحائري صاحب رياض المسائل وغيرهما. أصبح من كبار علماء الإمامية في الفقه وأُصوله في عصره، ومن الرجاليين المحققين في هذا الفن وكتب منتهى المقال في أحوال الرجال.

من أساتذته محمد مهدي بحر العلوم، محمد باقر الإصفهاني ومحسن الأعرجي الكاظمي ويوسف البحراني وعلي الطباطبائي. ومن تلامذته محمد مهدي النراقي وعبد العلي الرشتي.

توفي بالنجف بعد رجوعه من الحجّ شهر ربيع الأوّل سنة 1216 هـ/ 1801 م ودفن في العتبة العلوية بالصحن الشريف.

## مؤلفاته
- زهر الرياض في الفقه: بالفارسية.
- العذاب الواصب في الرد على كتاب نواقض الروافض
- منتهى المقال في أحوال الرجال
- عقد اللآلي البهية في الردّ على الطائفة الغبية
- معايب النواصب
- رسالة في واجبات الحجّ ومحرّماته.